# روزی که زمین لبخند زد

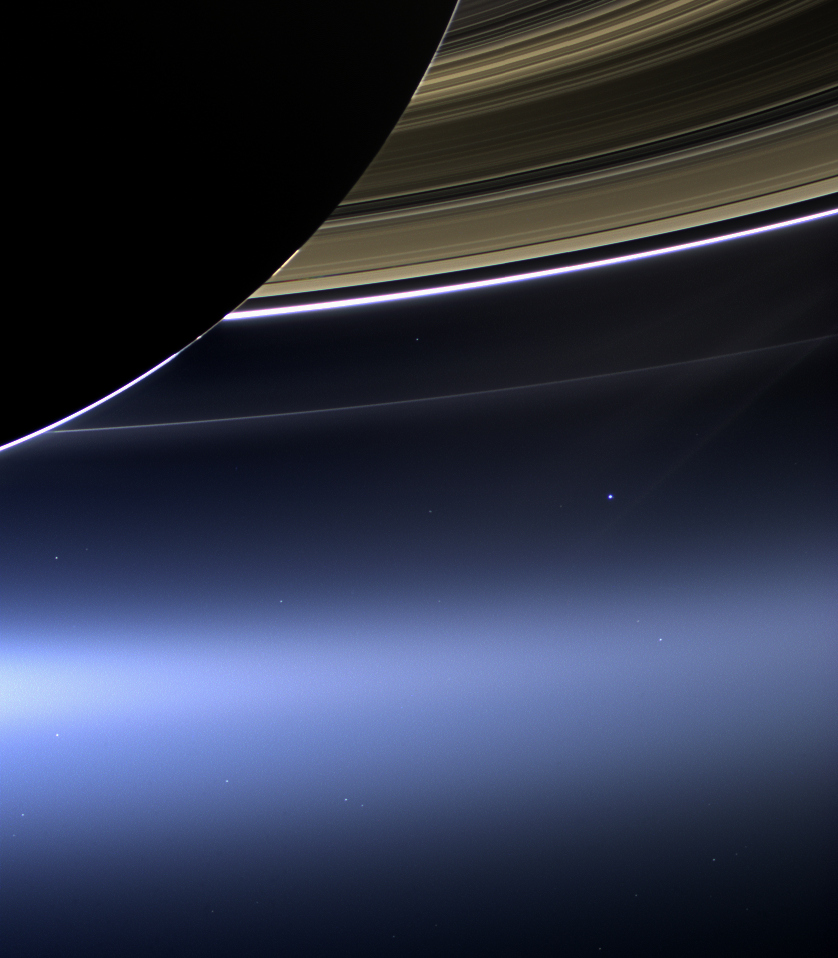
کاسینی-هویگنس هنگامی که در مدار زحل قرار داشت، دوربین‌های خودش را به سمت کره زمین چرخاند و از زمین، تصویری با وضوح بالا گرفت - در این تصویر حلقه سیاره‌ای زحل در بخش بالایی و کره زمین به صورت نقطه‌ای بسیار کوچک (اما کاملاً مشهود) در زیر این حلقه قابل مشاهده است

روزی که زمین لبخند زد (انگلیسی: The Day the Earth Smiled) به روز ۱۹ ژوئیه سال ۲۰۱۳ اشاره دارد - همان تاریخی که کاسینی-هویگنس هنگامی که در مدار زحل قرار داشت، دوربین‌های خودش را به سمت کره زمین چرخاند و از زمین، تصویری با وضوح بالا گرفت - در تصویری که کاسینی-هویگنس ثبت‌کرد، حلقه سیاره‌ای زحل در بخش بالایی تصویر و کره زمین به صورت نقطه‌ای بسیار کوچک (اما کاملاً مشهود) در زیر این حلقه شگفت‌انگیز قابل مشاهده است. در زمان ثبت تصویر، زمین در حالت گرفت خورشید بوده‌است. پیش از این، دو مرتبه دیگر نیز این عمل صورت گرفته بود که مربوط به سال‌های ۲۰۰۶ و ۲۰۱۲ میلادی بود. نام روزی که زمین لبخند زد، همچنین برای اشاره به فعالیت‌ها و رویدادهای مرتبط با این پروژه و تصویر موزاییکی است که برای آن تهیه‌شد.
کارولین پورکو رهبر تیم تصویربرداری کاسینی که در ثبت این لحظه تأثیر بسزایی داشته، ضمن اشاره به پیام این تصویر، مردم جهان را به تأمل در جایگاه خودشان در گیتی و شگفتی زندگی بر روی سیاره زمین فرا خواند و لحظهٔ ثبت این تصویر را، لحظه‌ای برای نظاره و لبخند زدن خواند. تصویر موزاییکی نهایی از ۱۹ ژوئیه در آزمایشگاه مرکزی تصویربرداری کاسینی پردازش‌شد و سرانجام در تاریخ ۱۲ نوامبر سال ۲۰۱۳ برای عموم منتشر شد. روزی که زمین لبخند زد، شامل تصویر زمین، مریخ، زهره و بخش بسیاری از قمرهای زحل است. تصویر دیگری نیز با وضوح بالا، زمین و ماه را به عنوان نقاط متمایز از نور نشان می‌دهد که با دوربین زاویه باریک کاسینی ثبت‌شده بود و اندکی بعد منتشر شد.

## مناسبت‌ها
- یک وبگاه اینترنتی مختص به رویدادهای مرتبط با ۱۹ ژوئیه راه‌اندازی شد.[۶]
- ستاره‌شناسان بدون مرز این مناسبت را جشن می‌گیرند.[۷]
- ناسا رویدادی به نام دست تکان دادن به زحل را برگزار می‌کند.[۸]
- مسابقه پیامی به راه شیری توسط شرکت کارولین پورکو برگزار می‌شود.[۹]

## نگارخانه

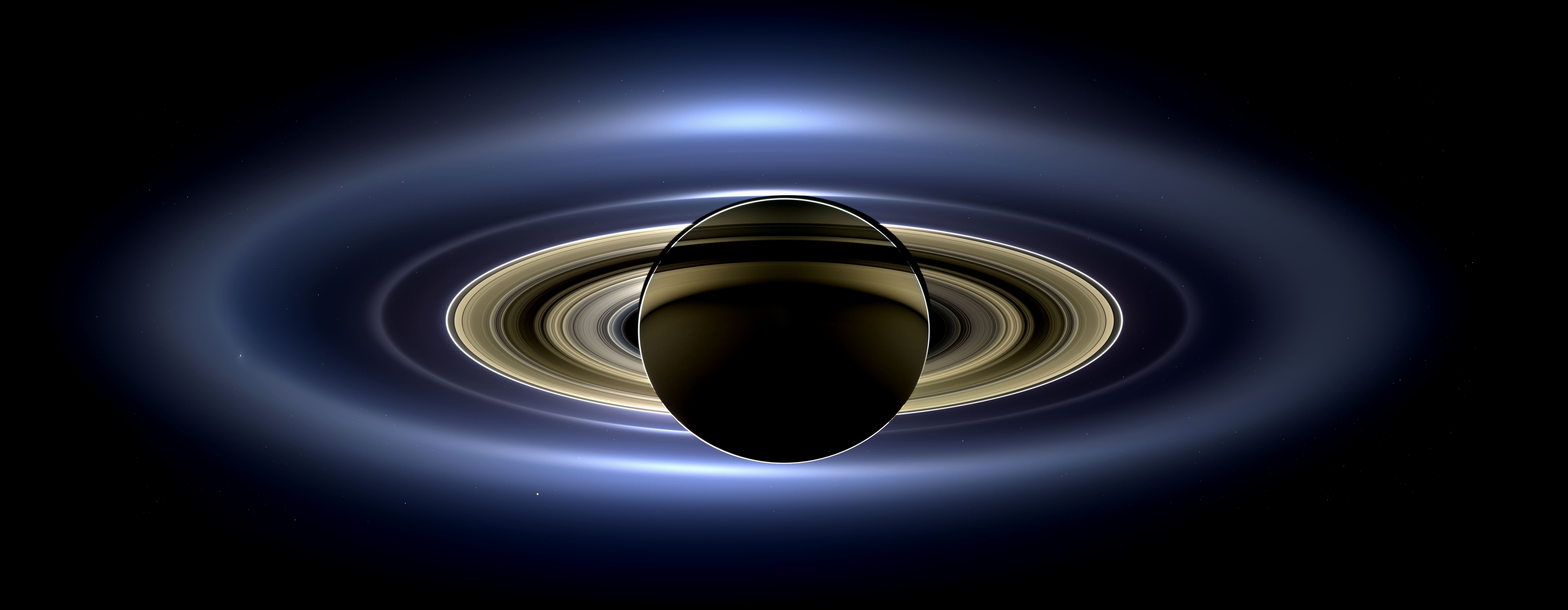